# 陳治則
陳治則（？—？），號簾崖，浙江紹興府餘姚縣人，明朝政治人物。

## 生平
萬曆十年（1582年）壬午科浙江鄉試舉人。萬曆二十年（1592年），登壬辰科第三甲第七十三名進士，吏部觀政，八月授行人，二十六年六月掌行安昌王喪禮，二十九年七月升吏科給事中，三十年八月升吏科右，管京营，三十一年巡青，本年江西主考，三十二年巡视十庫，三十三年升吏科左，三十四年仕至吏科都給事中。三十七年拜疏而去，以久离职守降三级，補國子監典簿，三十九年考察。

## 家族
曾祖陳文蜚，贈南京詹事府主簿；祖父陳孟愷，南京詹事府主簿；父陳三省，蘇州府同知。兄陳治本，同科進士。